# Higashi-Ōsaka

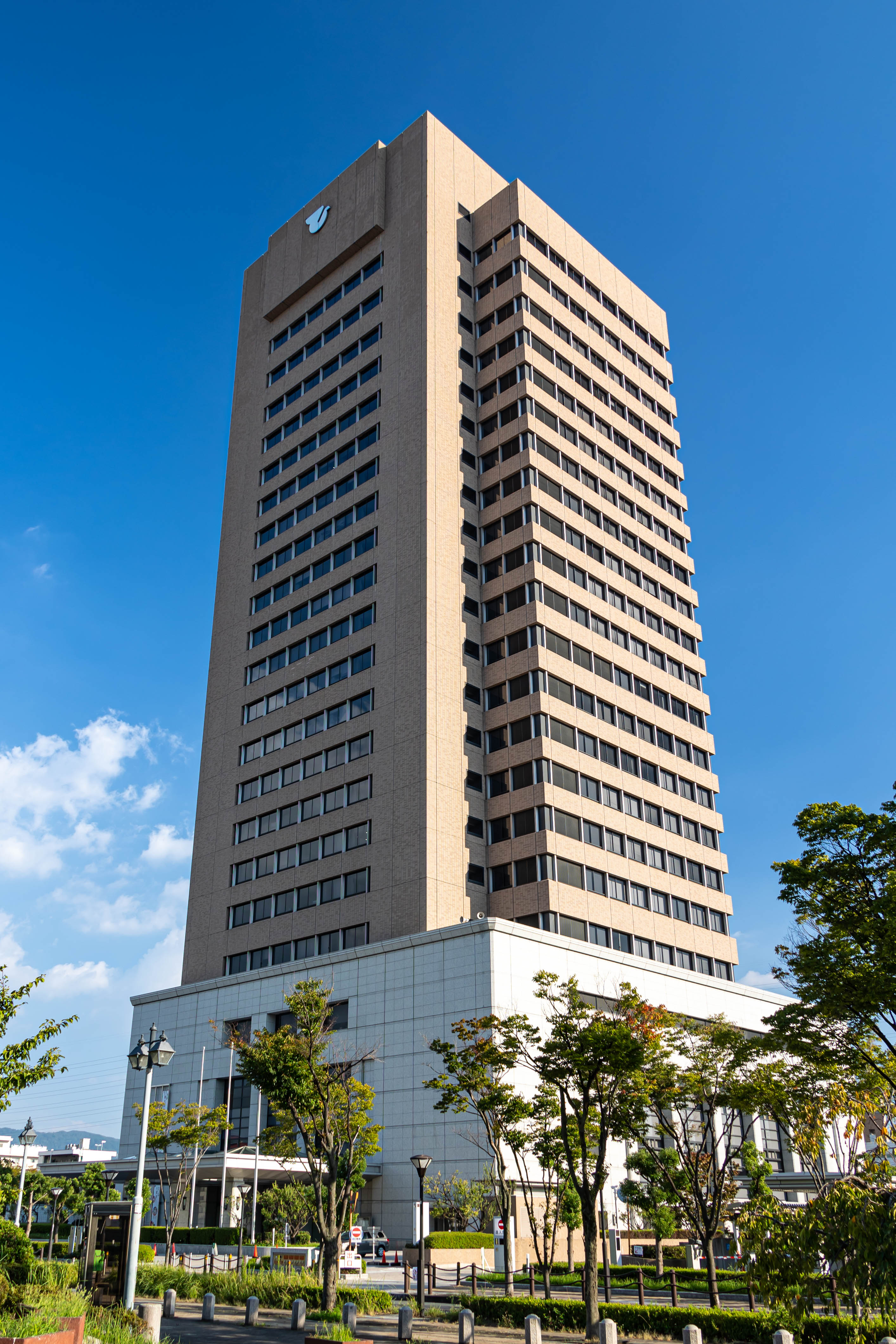
Ajuntament de Higashiōsaka

Higashiōsaka (東大阪市, Higashiōsaka-shi) és una ciutat i municipi de la prefectura d'Osaka, a la regió de Kansai, Japó. Tal com el seu nom indica és una ciutat veïna a l'est d'Osaka. Té una àrea de 61,81 km² i una població de 510.209 habitants (2006). La ciutat va ser fundada l'1 de febrer de 1967. És la tercera ciutat en nombre de població de la prefectura d'Osaka.

## Geografia
Com indica el seu nom (higashi vol dir "est"), la ciutat es troba a l'est de la ciutat d'Osaka. Dins de la prefectura d'Osaka, el municipi forma part de la regió de Naka-Kawachi o Kawachi centre. Al nord limita amb la ciutat de Daitō i al sud amb la ciutat de Yao. A l'est limita amb la prefectura de Nara, en concret amb els municipis d'Ikoma (amb el qual comparteix el mont Ikoma) i amb Heguri.

## Història
Des del període Nara fins a la fi del període Tokugawa, la zona on actualment es troba la ciutat va pertànyer a l'antiga província de Kawachi. La ciutat, establerta el 1967, va ser fruit de la fusió de tres municipis: Fuse, Kawachi i Hiraoka.

## Política i govern

### Alcaldes
En aquesta taula només es reflecteixen els alcaldes democràtics, és a dir, des de l'any 1947.
| Període   | Alcalde            | Partit |
| --------- | ------------------ | ------ |
| 1967-1970 | Satarō Tatsumi     | PLD    |
| 1970-1982 | Sunnoshuke Fushimi | Ind    |
| 1982-1989 | Kenji Kitagawa     | Ind.   |
| 1989-1998 | Yukio Shimizu      | Ind.   |
| 1998-2002 | Junzō Nagao        | PCJ    |
| 2002-2006 | Masanobu Matsumi   | Ind.   |
| 2006-2007 | Junzō Nagao        | PCJ    |
| 2007-     | Yoshikazu Noda     | PLD    |

## Demografia
| 1920    | 1930    | 1940    | 1950    | 1960    | 1970    | 1980    |
| ------- | ------- | ------- | ------- | ------- | ------- | ------- |
| ND      | ND      | ND      | 228.923 | 318.001 | 500.173 | 521.558 |
| 1990    | 2000    | 2010    | 2020    | 2030    | 2040    | 2050    |
| 518.319 | 515.094 | 509.632 | 492.972 | -       | -       | -       |

## Transport

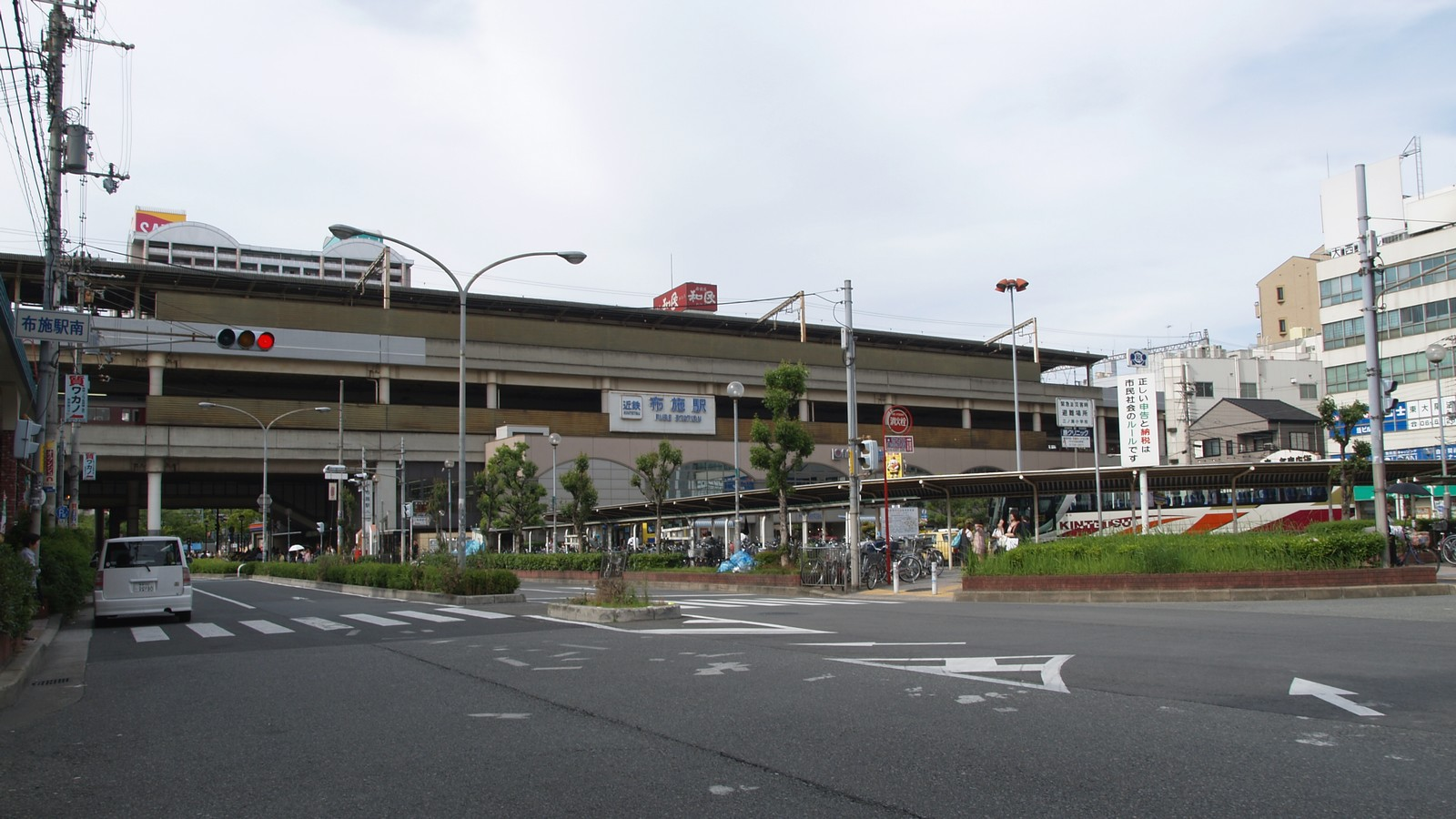
Estació de Fuse

### Ferrocarril
- Companyia de Ferrocarrils del Japó Occidental (JR West)
  - Tokuan - Kōnoikeshinden - Takaida-Chūō - Kawachi-Eiwa - Shuntokumichi - JR Nagase
- Metro d'Osaka
  - Takaida - Nagata
- Ferrocarrik Kinki Nippon (Kintetsu)
  - Fuse - Kawachi-Eiwa - Kawachi-Kosaka - Yaenosato - Wakae-Iwata - Kawachi-Hanazono - Higashi-Hanazono - Hyōtan-yama - Hiraoka - Nukata - Ishikiri - Shuntokumichi - Nagase - Mito - Aramoto - Yoshita - Shin-Ishikiri

### Carretera
- Autopista d'Osaka-Kobe (Hanshin) - Autopista Kinki
- Nacional 170 - Nacional 308

## Agermanaments
- Berlin-Mitte, Berlín, Alemanya (des de 1959)
- Glendale, Califòrnia, Estats Units (des de 1960)

## Fills il·lustres
- Shinya Yamanaka (1962-) científic, Premi Nobel de Medicina o Fisiologia de l'any 2012.